# Juan Paleólogo (hijo de Andrónico II)
Juan Paleólogo (en griego: Ἱωάννης Παλαιολόγος; 1286–1307) era el hijo del emperador bizantino Andrónico II Paleólogo con su segunda esposa, Irene de Montferrato. Recibió el título supremo de déspota el 22 de mayo de 1295 y se casó con Irene Chumnaina, hija del mesazon Nicéforo Chumno, en 1303, sin embargo el matrimonio no tuvo hijos. Al año siguiente, sirvió como gobernador de Tesalónica, donde hizo donaciones de tierras para el monasterio de Hodegon. Luego de que su tío Juan I de Montferrato falleció en 1305, el trono del Marquesado de Montferrato quedó vacante y su madre quería enviarlo para tomarlo, pero fue impedido por el patriarca de Constantinopla Atanasio I, y el hermano más joven de Juan, Teodoro fue enviado en su lugar. Juan murió en 1307 en Tesalónica y, en 1321, su cuerpo fue trasladado a Constantinopla y enterrado en el monasterio de Pantokratoros.